# Quantic Dream
Quantic Dream SA là một công ty phát triển trò chơi điện tử đa quốc gia của Pháp có trụ sở chính đặt tại Paris, được sáng lập bởi David Cage vào ngày 3 tháng 6 năm 1997. Quantic Dream đã phát triển 5 trò chơi: The Nomad Soul (1999), Fahrenheit (2005), Heavy Rain (2010), Beyond: Two Souls (2013) và Detroit: Become Human (2018). Quantic Dream nổi tiếng với phong cách làm game tuyến tính, đặt nặng cốt truyện, tính nghệ thuật cao cùng lựa chọn độc lập của cá nhân người chơi trong game.

## Lịch sử
David Cage bắt đầu viết câu chuyện về The Nomad Soul vào năm 1994. Ông đến Luân Đôn, kết hợp cùng nhà xuất bản Eidos Interactive và nhạc sĩ David Bowie để phát triển câu chuyện thành một tựa game hoàn chỉnh. Ngày 3 tháng 6 năm 1997, Cage chính thức thành lập Quantic Dream SA - công ty chuyên về phát triển game của riêng mình, tên gọi của công ty lấy cảm hứng từ thuật ngữ "vật lý lượng tử". Trò chơi được phát hành vào tháng 11 năm 1999, bán được hơn 600.000 bản.

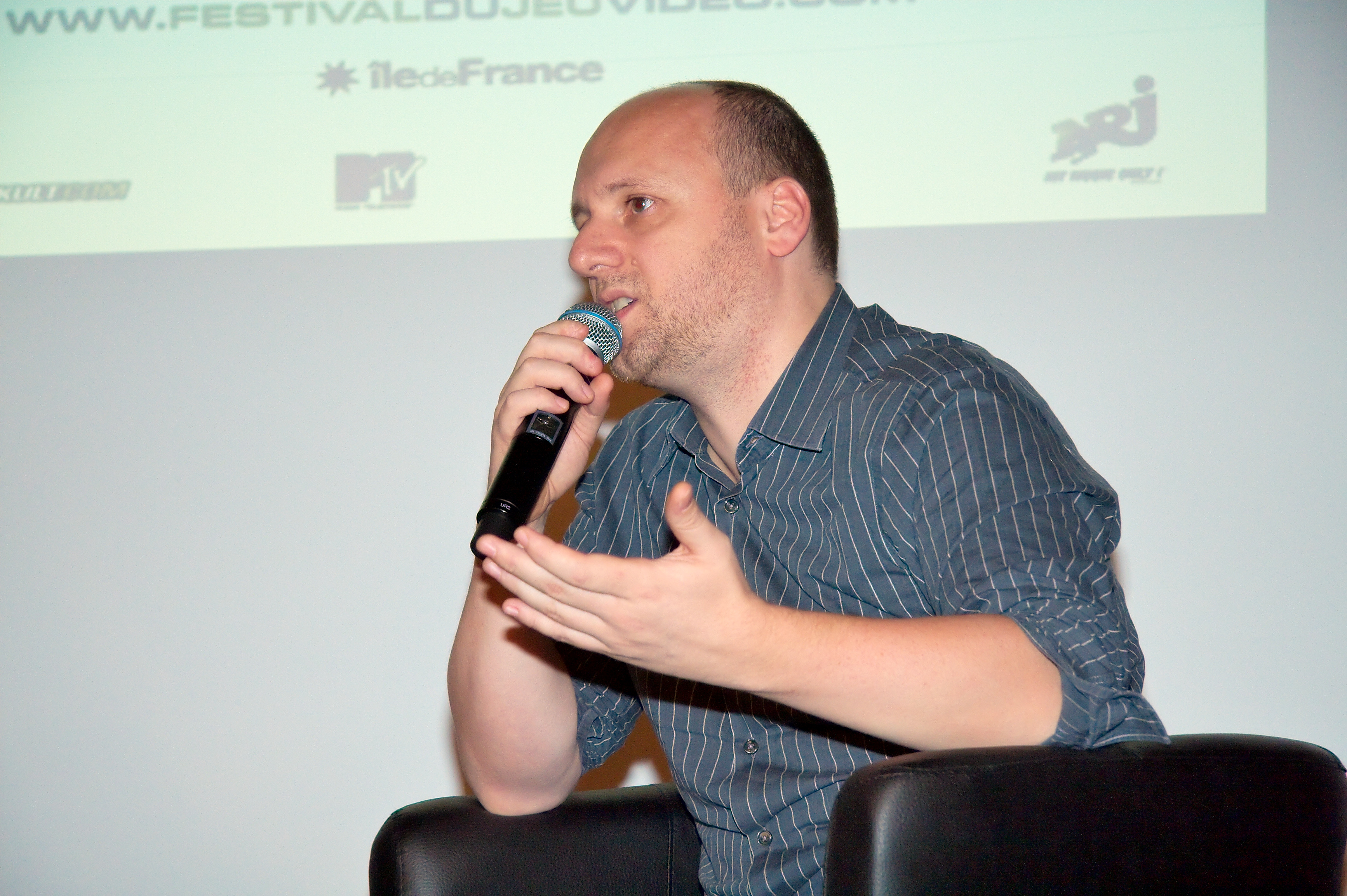
David Cage năm 2008

Năm 2004, Quantic Dream cung cấp ghi hình chuyển động cho bộ phim Immortal. Trong tháng 9 năm 2005, công ty phát triển và cho ra mắt tựa game mới mang tên gọi Fahrenheit, xuất bản bởi Atari, Inc,. Game sau đó đã nhận được nhiều giải thưởng lớn đồng thời vượt mốc một triệu bản bán ra. Ngày 23 tháng 2 năm 2010, Quantic Dream ra mắt Heavy Rain, phát hành bởi Sony Interactive Entertainment cho các hệ máy PlayStation 3 và 4. Tựa game tiếp tục gặt hái thành công khi giành được nhiều giải thưởng lớn và bán được tổng cộng 5,3 triệu bản. Ngày 8 tháng 10 năm 2013, Beyond: Two Souls, với sự tham gia của nữ diễn viên Ellen Page và nam diễn viên Willem Dafoe, mặc dù nhận nhiều ý kiến trái chiều từ các nhà phê bình nhưng vẫn bán được 2,8 triệu bản. Đây là trò chơi thứ hai được trình chiếu tại Liên hoan phim Tribeca năm 2013, cùng năm The Dark Sorcerer, một bản demo tech chạy trên PlayStation 4, tiếp tục được công bố.
Ngày 24 tháng 4 năm 2018, sau 4 năm phát triển, Detroit: Become Human - tựa game được Quantic Dream chăm chút và đầu tư lớn nhất từ trước đến nay, chính thức ra mắt trên hệ máy PlayStation 4, tác phẩm đem lại thành công vang dội cho Cage cùng đội ngũ của mình, giành nhiều giải thưởng danh giá đồng thời bán được hơn 2 triệu bản, trở thành tựa game ăn khách và thành công nhất trong lịch sử công ty. Vào tháng 1 năm 2019, tập đoàn công nghệ Internet đến từ Trung Quốc là NetEase tuyên bố sẽ đầu tư một khoản tiền lớn vào Quantic Dream tuy nhiên không tiết lộ chi tiết. Với điều này, giám đốc điều hành của Quantic Dream, Guillaume de Fondaumière tuyên bố rằng họ sẽ không còn bị giới hạn trong các tựa game độc quyền của PlayStation nữa.

## Phong cách làm game
Các trò chơi của Quantic Dream trước khi lập trình thì đều được viết kịch bản và đạo diễn bởi nhà sáng lập David Cage. Cage đã tuyên bố rằng nhiệm vụ của ông là khơi gợi cảm xúc thông qua cách kể chuyện tương tác, làm nổi bật sự đồng cảm của người chơi với nhân vật. Tại quê nhà, Quantic Dream được chính phủ Pháp giảm thuế 20% cho chi phí sản xuất, hiện nay, ngoài Pháp, công ty còn có các chi nhánh tại Hoa Kỳ và Canada.

## Danh sách các trò chơi đã phát triển
| Năm  | Tiêu đề               | Nền tảng                                                                          | Nhà phát hành                  |
| ---- | --------------------- | --------------------------------------------------------------------------------- | ------------------------------ |
| 1999 | The Nomad Soul        | Dreamcast, Microsoft Windows                                                      | Eidos Interactive              |
| 2005 | Fahrenheit            | Android, iOS, Linux, macOS, Microsoft Windows, PlayStation 2, PlayStation 4, Xbox | Atari, Inc.                    |
| 2010 | Heavy Rain            | PlayStation 3, PlayStation 4, Microsoft Windows                                   | Sony Interactive Entertainment |
| 2013 | Beyond: Two Souls     | PlayStation 3, PlayStation 4, Microsoft Windows                                   | Sony Interactive Entertainment |
| 2018 | Detroit: Become Human | PlayStation 4, Microsoft Windows                                                  | Sony Interactive Entertainment |

## Bê bối & tranh cãi
Vào tháng 1 năm 2018, ba trang báo lớn của Pháp là Le Monde, Mediapart, và Canard PC đã đồng loạt tố cáo hành vi phân biệt chủng tộc của một số nhân viên Quantic Dream. Cage và Guillaume de Fondaumière bác bỏ các cáo buộc. Quantic Dream đã tiến hành một vụ kiện chống lại 3 cơ quan truyền thông trên, trong quá trình xử lý vụ kiện, Canard PC cho biết họ nhận được hai "lá thư đe dọa" nhưng không nói rõ chúng từ đâu đến. Sang đến tháng 7 cùng năm, tòa án tuyên bố Quantic Dream thua kiện và một số nhân viên đã rời đi sau vụ bê bối trên.